# Gela Aprasidze
Gela Aprasidze (Georgia, 14 de enero de 1998) es un jugador profesional georgiano de rugby que se desempeña en la posición de medio scrum en Aviron Bayonnais, equipo perteneciente a la liga Top 14.

## Carrera
Aprasidze es un jugador de formación francesa (JIFF). Comenzó su carrera deportiva con el equipo Lelo Saracens Tbilissi, en el cual jugó una temporada (2016-2017), después pasó a Montpellier Hérault Rugby (2017-2023), luego a Aviron Bayonnais, donde lleva jugando una temporada.